# نظام إيداع واستعادة

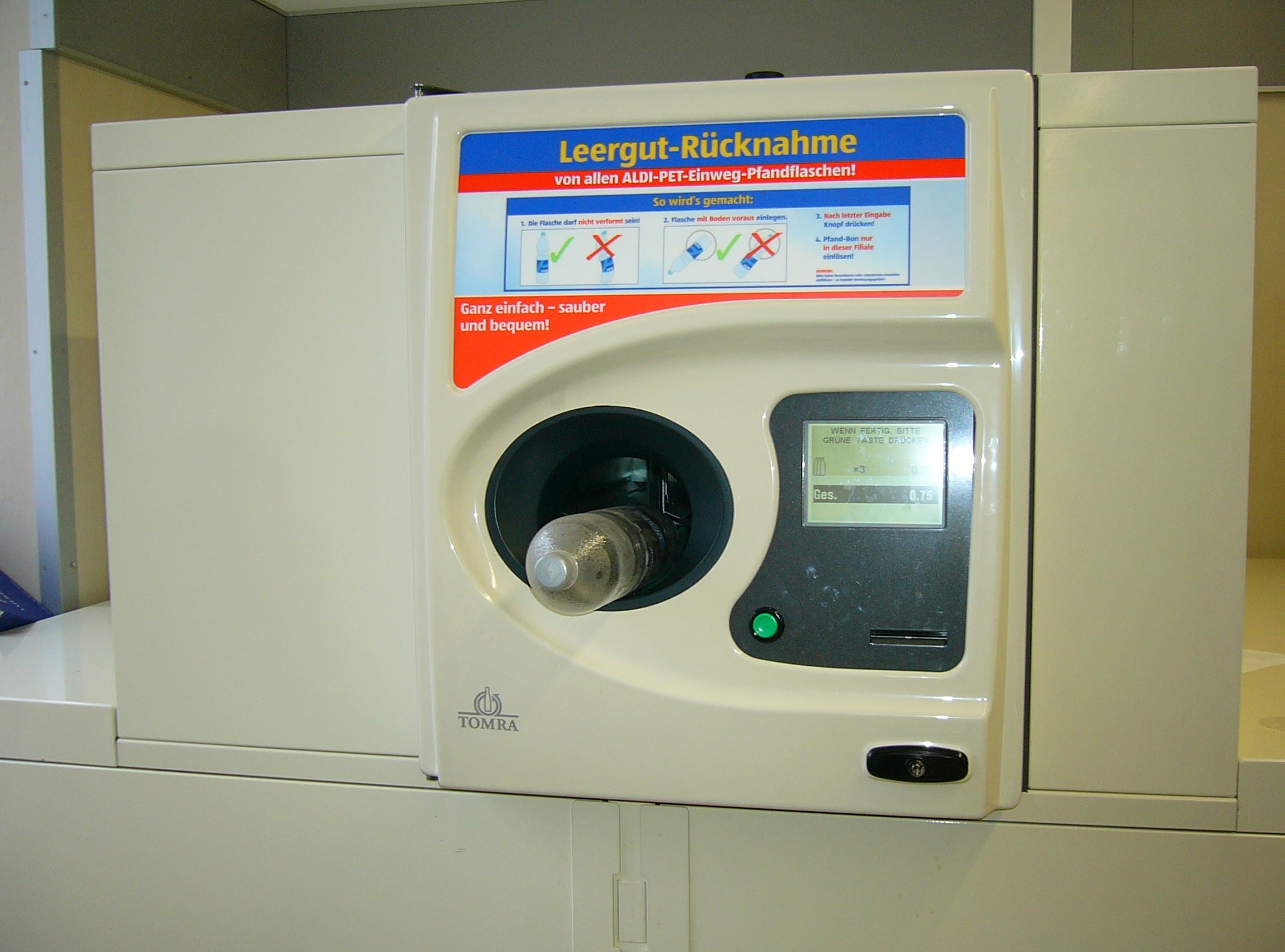

نظام الإيداع والاستعادة (DRS) رسمٌ أو ضريبة إضافية على المنتج عند شرائه ثم يُخصم عندما يُعاد المنتج. ومن بين الأمثلة الشهيرة على ذلك، عندما فرض تشريع ودائع الحاويات بأن تُسترد الأموال عندما تُعاد عبوة المشروبات. ويعد نظام الإيداع والاستعادة بمثابة أداة معتمدة على التسويق للتعامل مع العوامل الخارجية. وكما هو الحال مع ضريبة بيجوفين، يهدف نظام الإيداع والاستعادة إلى الحد من تلوث العديد من الأنواع من خلال خلق حافز لإعادة المنتج.
ورغم أنه يستخدم في أغلب الأحوال مع حاويات المشروبات، إلا أنه يمكن استخدامه كذلك مع المواد الأخرى بما في ذلك الفضلات السائلة والغازية. وتُستخدم أنظمة الإيداع والاستعادة على منتجات مثل البطاريات والإطارات وزيوت السيارات والإلكترونيات الاستهلاكية وألواح الشحن.
وهناك ثلاث ميزات محتملة لنظام الإيداع والاستعادة، وهي: منع التخلص من النفايات بشكل غير قانوني من خلال توفير حافز مالي، وتسهيل المراقبة والتنفيذ، وجعل التهرب من دفع النفقات أمرًا صعب المنال.
ويمكن أن تكون أنظمة الإيداع والاستعادة تطوعية أو إجبارية من خلال التشريع.